# 中華牌鉛筆
中华牌铅笔（Chung Hwa），是中国第一铅笔股份有限公司生产的一个铅笔品牌，其中最著名的产品有“6151”系列铅笔，外表由红黑色笔杆组成，笔包的木质流滑，笔芯必定在正中央，刨不易断笔芯，享有优秀的产品质量。另有一种黄黑色笔杆称为“6181”的型号，这款铅笔没有像“6151”一样在顶端提供了橡皮擦。

## 历史
1935年（民国24年）10月8日，“第一铅笔”的前身中国标准国货铅笔厂股份有限公司在上海正式创立。1955年，“中国铅笔二厂”开始了生产利用高线度鳞状石墨和高级膨润土制造的“中华牌”铅笔。1970年，制造任务被转让给了“第一铅笔”厂。“中华牌”铅笔的发展基本反映了中国铅笔工业的历史，现在单支商品的价格约为0.5元人民币左右，而目前部分市场上流通的假冒产品会出现木头材质疏松等症况。红黑色笔杆的“6151”系列产品曾经在香港被称为“红中华”铅笔。

## 图集

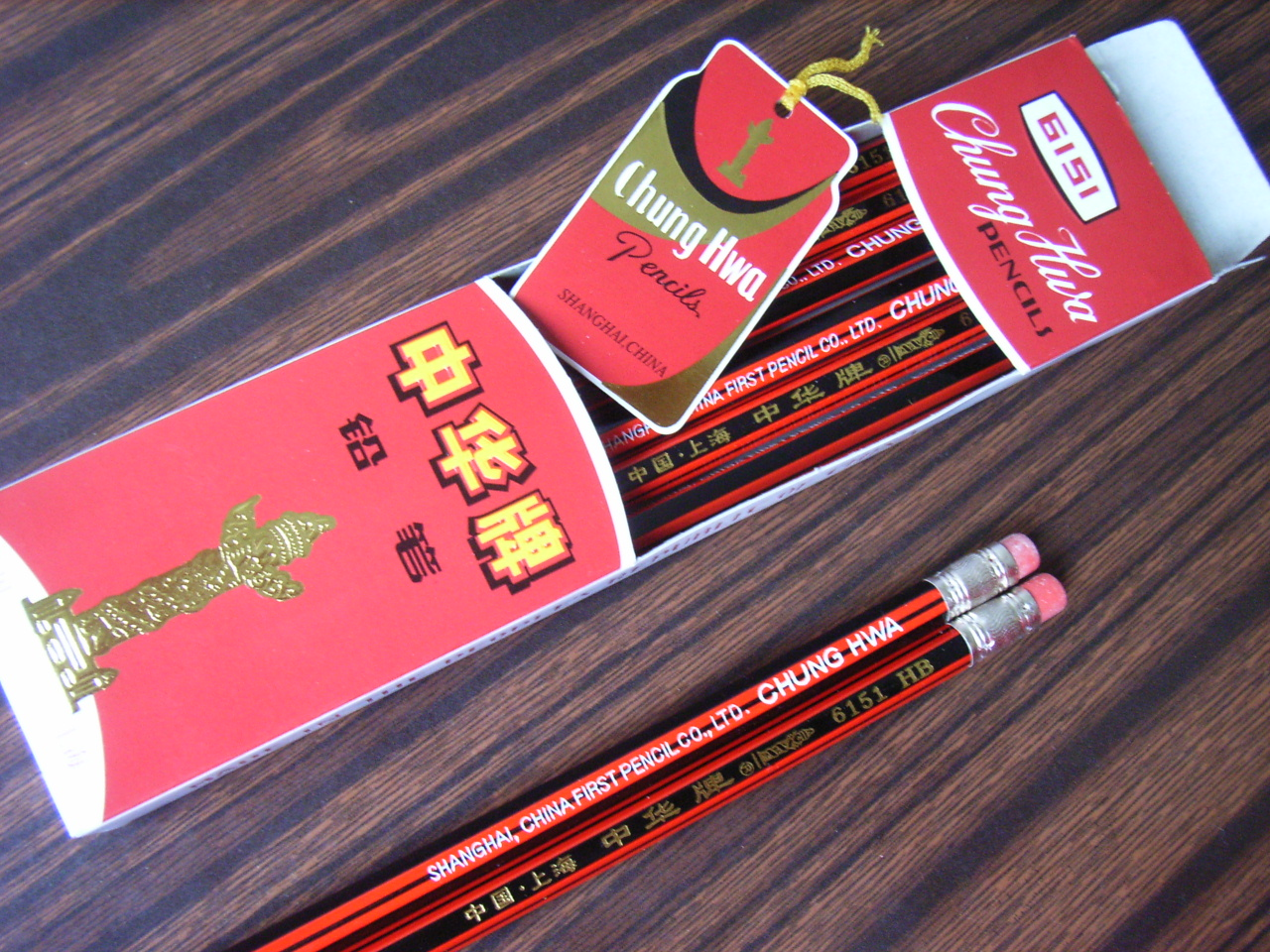
“中华牌”铅笔的红黑笔杆外型特徵
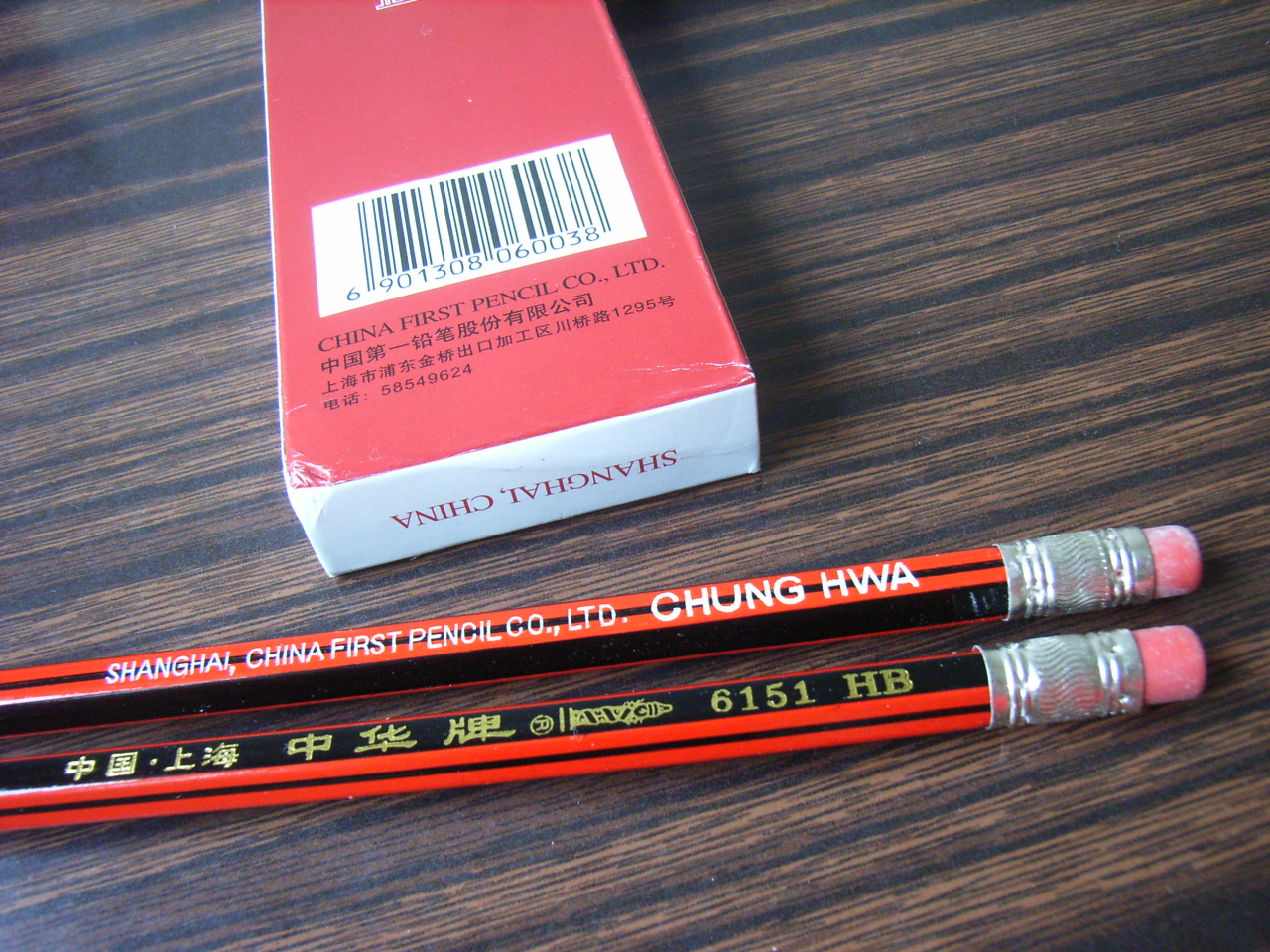
生产者名字及原产地上海刻字
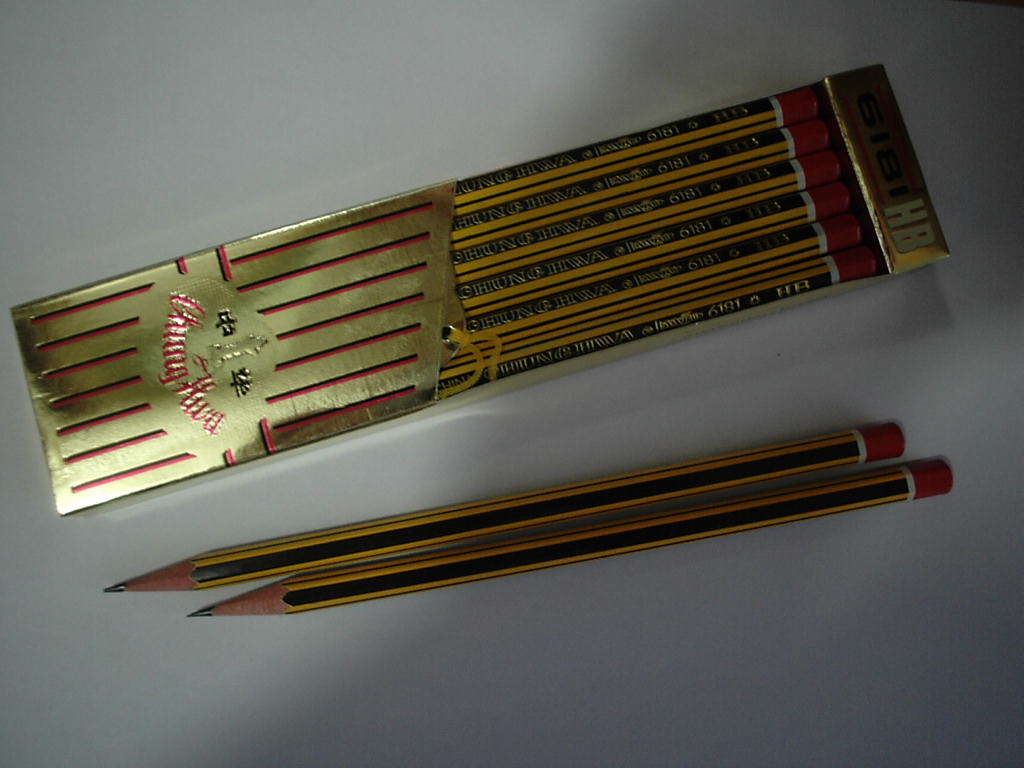
“中华牌”铅笔“6181”系列